# Henri Rabaud
Henri Rabaud (Paris, 10 de novembro de 1873 - 11 de setembro de 1949) foi um compositor e maestro francês.
Seu pai era um cellista e sua mãe cantora profissional. Estudou com André Gédalge e Jules Massenet no Conservatório de Paris. Em 1908 tornou-se maestro no Ópera de Paris no Opéra-Comique e de 1914 até 1918 dirigiu a Opéra. Foi diretor musical da Orquestra Sinfônica de Boston por apenas uma temporada, voltando para Paris. Seguindo a vontade de Gabriel Fauré em 1922, tornou-se seu sucessor como diretor do Conservatório de Paris onde ficou até 1941. Foi maestro e diretor da Ópera de Paris por dez anos.

## Composições
Daphné de Henri venceu o prêmio Grand Prix de Roma em 1894. A ópera cômica de Mâruf, Savetier du Caire é um junção de técnicas wagnerianas com estilo exótico. Ele escreveu outras óperas, incluindo L'appel de la Mer, baseada numa peça de Synge.
As músicas orquestrais de Rabaud incluem Divertissement, com uma música no estilo russo e Eglogue um poema orquestral. Entretanto, seu melhor trabalho orquestral é A Procissão Noturna. Também escreveu música para coro e orquestra e duas sinfonias.
Suas músicas de câmara inclui trabalhos para violoncelo e piano, como Solo de concours para Clarinete e piano.
O seu lema era "o modernismo é meu inimigo".

## Lista de obras
- Procissão Noturna, poema sinfônico,1899
- Divertissement sur des chansons russes, 1899
- Job, oratorio, 1900
- La fille de Roland, ópera, 1904
- Mârouf, savetier du Caire, ópera, 1914
- L’appel de la mer, ópera, 1924
- Rolande et le mauvais garçon, 1934
- Prélude et Toccata para Piano e Orquestra
- Eglogue
- Solo de Concours pour Clarinet et Piano